# Lactuca sibirica
Lactuca sibirica — вид рослин з родини айстрових (Asteraceae), поширений у північній і східній Європі та в Азії — Сибір та Далекий Схід Росії, Казахстан, Монголія, Китай, Японія.

## Опис
Трави заввишки 50–100 см, багаторічна, з стрижневим коренем. Стебло зазвичай блідо-пурпурно-червоного, прямостійне, розгалужене горішньо, голе, розмірено листяне. Листки тонкі, голі, нижня поверхня листка сірувато-зелена, верхня поверхня листя зелена. Нижнє та середнє стеблове листя сидяче, ланцетне, вузько-еліптично-ланцетне або вузько довгасто-ланцетне, 10–26 × 2–3 см, нерозділене або рідше колюче-зубчасте до перисто-лопатевого, основа ослаблена, край цілий до слабко зубчастого, верхівка гостра до загостреної. Верхні стеблові листки схожі на середні стеблові листки, але менші. Складене суцвіття волотеподібне, з безліччю квіткових голів, кожна з яких містить ≈ 20 квіточок. Квіточки блакитні, рідко білі. Сім'янка від коричневого до оливково-зеленого забарвлення, вузько еліпсоїдної форми, ≈ 4 мм. Папус 5–7 мм.

## Поширення
Поширений у північній і східній Європі та в Азії — Сибір та Далекий Схід Росії, Казахстан, Монголія, Китай, Японія.
Немає жодного зразка в гербаріях України чи Росії, який би підтвердив присутність виду в Україні.
Він трапляється у вологих лісах на галявинах та узліссях, а також на узбіччях дороги, річковому піску та гравію.